# Emperadores de la Zona Sur
Escuela de Samba Emperadores de la Zona Sur es una escuela de samba de la ciudad de Artigas, Uruguay y es concursante anualmente del carnaval de dicha ciudad, el cual se inspira en el de Río de Janeiro. Su música se basa en el samba y el samba de enredo. Ha ganado seis veces el concurso desde su fundación, en 1997. Tiene su cuadra de ensayos localizada en el barrio Zorrilla, en la calle  José Belloni 1160 – Artigas. Su presidente es Gonzalo Paniagua. Sus colores son el rojo y amarillo y su símbolo institucional es el León.

## Historia
Fue fundada por los vecinos del barrio Zorrilla de la ciudad de Artigas, el 19 de febrero de 1997. Los colores representativos son el rojo y el amarillo. Su símbolo es el león. Participó por primera vez en el carnaval del año 1998 con el samba "Mitología Griega". Desde entonces no ha dejado de estar en ningún carnaval y ha logrado alzarse con el título de campeón del mismo en seis ocasiones, 2002/2003/2006/2015/2016/2022. Cabe destacar que Emperadores también se coronó en 2006 campeona de campeones, título que sólo fue entregado una vez.

## Samba enredo:
| Año  | Samba enredo                                                                                  |
| ---- | --------------------------------------------------------------------------------------------- |
| 1998 | Mitología Griega                                                                              |
| 1999 | Mil e uma noites no Oriente                                                                   |
| 2000 | Um século foi, um século vem                                                                  |
| 2001 | Fabulas da selva                                                                              |
| 2002 | La octava maravilla, hoy es Emperador (Campeón)                                               |
| 2003 | Eterna vida al pueblo del Cuareim (Campeón)                                                   |
| 2004 | Sol, torrente de luz y calor                                                                  |
| 2005 | Jogos de Azar                                                                                 |
| 2006 | Povo Cigano (Campeón y titulo otorgado "Campeona de campeones")                               |
| 2007 | Homenaje a Juan Zorrilla de San Martín                                                        |
| 2008 | El Agua                                                                                       |
| 2009 | A fantástica viagem e Morfeu                                                                  |
| 2010 | Do portal do universo a odisséia de um rey pelas maravilhas da fé                             |
| 2011 | Com as cores da nobreza, tributo ao meu pavilhão. Salve o samba, salve a raça! Suor e paixão! |
| 2012 | A nova era começa agora                                                                       |
| 2013 | Sou guerreiro, sou África canto e raíz                                                        |
| 2014 | Sou loco por ti Emperadores!                                                                  |
| 2015 | Valorizar y preservar mi planeta, mi lugar (Campeón)                                          |
| 2016 | Un rugido de esperanza para salvar a la humanidad (Campeón)                                   |
| 2017 | Coração de leão, os Emperadores exaltam os heróis da liberdade                                |
| 2018 | Cada um com seu legado, todos os reis são coroados                                            |
| 2019 | A revolução dos revolucionários                                                               |
| 2020 | Sagrada Amazonia                                                                              |
| 2021 | Samba aniversario                                                                             |
| 2022 | ¡Espetacular! Emperadores 25 años (Campeón)                                                   |
| 2023 | Candombe. A raiz do Afro-Uruguay                                                              |
| 2024 | Pecado é não brincar o carnaval                                                               |
| 2025 | Caá Yari, a lenda da erva mate                                                                |